# Rolf Rudolph
Rolf Rudolph (* 21. April 1930 in Zwickau; † 12. Januar 1963) war ein deutscher Historiker.
Rudolph gehörte zur zweiten Historikergeneration der DDR, die den Anspruch der SED an die Geschichtswissenschaften umzusetzen versuchten, eine marxistisch-leninistische Geschichtssicht zu vermitteln und zur nationalen Bewusstseinsbildung beizutragen.
Rudolph wurde 1946 Mitglied der FDJ und trat im April 1946 in die SED ein. Er absolvierte im Sommer 1948 einen entsprechenden Ausbildungskurs und wurde Neulehrer. Im selben Jahr besuchte er auch eine SED-Kreisparteischule. Ab dem Wintersemester 1948 studierte er Geschichte, Philosophie und Germanistik an der Universität Jena. 1950 besuchte er die SED-Landesparteischule Sachsen und verlegte seinen Studienort an die Universität Leipzig. Dort arbeitete er ab Herbst 1951 als Hilfsassistent am Institut für Deutsche Geschichte unter Ernst Engelberg. Rudolph war in Leipzig außerdem Sekretär der SED-Grundorganisation und der FDJ-Grundorganisation der Fachrichtung Geschichte. Von 1951 bis 1953 arbeitete er als Dozent für Geschichte an der Arbeiter-und-Bauern-Fakultät der Universität Leipzig.
Rudolph schloss 1952 sein Studium als Diplom-Historiker ab. 1953 erhielt er eine planmäßige wissenschaftliche Aspirantur und war von 1954 bis 1957 als wissenschaftlicher Assistent und Lehrbeauftragter am Institut für Deutsche Geschichte der Karl-Marx-Universität Leipzig. Ab 1956 wirkte er als Gastdozent an der Martin-Luther-Universität Halle-Wittenberg und am Institut für Gesellschaftswissenschaften beim ZK der SED in Ost-Berlin. 1956 bis 1958 war er zusätzlich Sekretär der SED-Parteiorganisationen an den Historischen Instituten der Universität Leipzig. Ab 1957 gehörte er dem Redaktionskollegium der Zeitschrift für Geschichtswissenschaft an. 1961 übernahm er die Chefredaktion der Zeitschrift. Von 1958 bis 1963 war er außerdem Sekretär des Präsidiums der Deutschen Historikergesellschaft. Er verstarb nach längerer schwerer Krankheit. Seine Dissertation über den Charakter der Brüning-Regierung und die Einheitsfrontpolitik der KPD blieb unvollendet.

## Schriften (Auswahl)
- mit Ernst Engelberg: Zur Geschichtswissenschaft der Deutschen Demokratischen Republik. In: Historische Forschungen in der DDR. Analysen und Berichte zum XI. Internationalen Historikerkongreß in Stockholm, August 1960. 1960, S. 7–21.
- 11. Internationaler Historiker-Kongress in Stockholm. In: Zeitschrift für Geschichtswissenschaft (ZfG). 8, Nr. 8, 1960, S. 1789–1810.
- et al.: Zur Geschichte des Kolonialismus und der nationalen Befreiung. Rütten & Loening, Berlin 1961.
- mit Ernst Engelberg: Beiträge zum nationalen Geschichtsbild der deutschen Arbeiterklasse. Rütten & Loening, Berlin 1962.